# Abu-Abd-Al·lah Yaqub ibn Dàwud
Abu-Abd-Al·lah Yaqub ibn Dàwud (àrab: أبو عبد الله يعقوب بن داود, Abū ʿAbd Allāh Yaʿqūb b. Dāwud) (? - 882) fou un visir del Califat Abbàssida, membre d'una família alida. Va participar el 762/763 amb el seu germà Alí ibn Dàwud a la revolta d'Ibrahim i Muhàmmad ibn Abd-Al·lah contra el califa al-Mansur (754-775) i per aquest motiu fou empresonat, però fou amnistiat pel successor d'al-Mansur, al-Mahdí (775), de qui se'n va guanyar la confiança quan probablement li va revelar el pla de fuita d'un altre alida. En el seu lloc, al-Mahdí va nomenar com a visir al-Fayd ibn Abi-Sàlih (775).
Va esdevenir confident i conseller del califa. Fou nomenat visir el 779/780 en substitució d'Abu-Ubayd-Al·lah i es va assegurar una gran influència que va utilitzar en favor dels seus amics alides. Va intentar una conciliació entre alides i abbàssides que resultà impossible. Aviat van córrer rumors a la cort i el califa va començar a sospitar; el va posar a prova encarregant-li d'executar un alida al qual va deixar fugir. El fet fou descobert i fou destituït i empresonat. Va restar a la presó fins als temps d'Harun ar-Raixid (786-809), que el va alliberar. Va sortir de la presó completament cec. Va marxar llavors a la Meca, on va morir.